# Dominic Behan
Dominic Behan (in irlandese Doiminic Ó Beacháin; Dublino, 22 ottobre 1928 – Glasgow, 3 agosto 1989) è stato un paroliere, scrittore e cantautore irlandese.

## Biografia
Figlio di Stephen e Kathleen Behan, la sua famiglia era di orientamento repubblicano e affiliata all'IRA. Sesto di sette figli, anche i fratelli Brendan e Brian sarebbero diventati esponenti di spicco della letteratura irlandese.
Fermamente socialista, inizialmente si mantenne come muratore assieme al fratello Brendan e poi da solo come imbianchino. All'inizio degli anni '50 divenne un agitatore delle proteste che stavano attraversando tutta l'Irlanda, e per questo dovette sperimentare un breve periodo in carcere. Rilasciato, decise di abbandonare la patria per trasferirsi a Glasgow, in Scozia, dove si sposò con la locale comunista Josephine Quinn, dalla quale ebbe i due figli Fintan e Stephen.
Trasferitosi poi a Londra, entrò nel mondo della letteratura scrivendo soprattutto opere teatrali. La sua prima piece, Posterity Be Damned, quando venne rappresentata a Dublino incontrò il favore della critica ma l'ostilità del pubblico, poiché dalla platea filo-unionista l'immagine dell'IRA era ritenuta troppo positiva. Da sempre legato agli ambienti repubblicani, rimase sempre un sostenitore dichiarato dell'IRA e della riunificazione dell'Irlanda.
Dallo zio Peadar Kearney ereditò l'amore per le ballate irlandesi, e come lui divenne un paroliere di successo, collaborando con molti artisti di spicco delle isole britanniche come Bob Dylan, John Lennon e Paul McCartney e aiutando ad emergere numerosi nuovi cantanti e gruppi come Christy Moore e i The Dubliners. Tuttavia, a causa del proprio temperamento focoso, Behan litigava spesso coi suoi collaboratori, arrivando a rompere persino col fratello Brian per invidia professionale. Anche la relazione con Bob Dylan degenerò presto senza più risanarsi, con Behan che arrivò ad accusarlo di plagio. Nel 1974 fu anche in procinto di far causa a McCartney per non averlo menzionato come paroliere nel suo nuovo album.
In realtà spesso l'attività di Behan come paroliere si riduceva, come nel caso di McAlpine's Fusiliers, nello standardizzare antiche ballate irlandesi già esistenti, rendendone i testi coerenti e maggiormente attuali, spesso modificandone anche le melodie.
Alcolista, si spense a sessant'anni nel 1989. Le sue ceneri vennero in seguito disperse a Dublino.

## Opere

### Teatro
- Posterity Be Damned (1959)
- The Folk Singer (1972)

### Musica
- Come Out Ye Black and Tans
- Liverpool Lou
- McAlpine's Fusiliers
- The Patriot Game
- The Sea Around Us